# Sinéad Moriarty
Sinéad Moriarty (ur. 1971 w Dublinie) – irlandzka dziennikarka i pisarka.

## Życiorys
Studiowała język francuski i język hiszpański w Kolegium Trójcy Świętej w Dublinie, gdzie uzyskała tytuł Bachelor of Arts.
W 2004 wydała pierwszą powieść pt. The Baby Trail, która została przełożona na ponad dwadzieścia języków, w tym na język polski pt. Emma pragnie dziecka. Łącznie wydała około dwudziestu powieści. Zdobyła nagrodę the Irish Independent Popular Fiction Award. W swojej twórczości literackiej koncentruje się na życiu współczesnej rodziny.

## Książki przełożone na język polski[3]
- 2005: Emma pragnie dziecka (tytuł oryg. The Baby Trail)
- 2007: Droga po dziecko (tytuł oryg. A Perfect Match)